# Arno Waschkuhn
Arno Waschkuhn (* 21. Oktober 1946 in Buchholz in der Nordheide; † 9. Januar 2006 in Erfurt) war ein deutscher Politikwissenschaftler und Hochschullehrer.

## Werdegang
Nach dem Abitur 1966 am Gymnasium Uhlenhorst-Barmbek in Hamburg begann Arno Waschkuhn zunächst ein Studium der Erziehungswissenschaft und Germanistik an der Universität Hamburg. Anschließend wechselte er an die Ludwig-Maximilians-Universität München. Dort studierte er Politische Wissenschaft, Soziologie und Publizistik. 1974 wurde Waschkuhn an der Philosophischen Fakultät der Ludwig-Maximilians-Universität bei Theo Stammen mit einer Arbeit Zur Theorie politischer Institutionen zum Dr. phil. promoviert. Nach der Promotion wurde er Wissenschaftlicher Assistent und Lehrbeauftragter für Politikwissenschaft an der Universität Würzburg. 1983 wurde Waschkuhn an der Universität Würzburg für das Fach Politikwissenschaft mit einer Arbeit zum Thema Partizipation und Vertrauen habilitiert.
Nach der Habilitation übernahm er von 1984 bis 1987 die Vertretung der Professur für Politische Theorien im Fachbereich Sozialwissenschaften an der Universität Oldenburg und wurde anschließend Forschungsbeauftragter für Politikwissenschaft im Fürstentum Liechtenstein und Mitglied des Wissenschaftlichen Rats am Liechtenstein-Institut in Bendern.
Nach der Wiedervereinigung wurde Waschkuhn auf die Professur für Politische Theorie und Ideengeschichte an der Sozialwissenschaftlichen Fakultät der Pädagogischen Hochschule in Erfurt berufen. 2001 übernahm er den Lehrstuhl für Politische Theorie an der Staatswissenschaftlichen Fakultät der neugegründeten Universität Erfurt. Diesen hatte Waschkuhn bis zu seinem Tod 2006 inne.

## Forschungsschwerpunkte
Waschkuhn beschäftigte sich als Wissenschaftler mit Politischer Theorie, im Besonderen mit Kritischem Rationalismus, Kritische Theorie und Pragmatismus sowie mit Politischen Utopien.

## Publikationen (Auswahl)
- Partizipation und Vertrauen: Grundlagen von Demokratie und politischer Praxis, Opladen: Westdeutscher Verlag 1984, Habilitationsschrift Universität Würzburg 1982 (= Beiträge zur sozialwissenschaftlichen Forschung. Bd. 55). ISBN 978-3-531-11688-4.
- als Herausgeber: Kleinstaat, Grundsätzliche und aktuelle Probleme (= Liechtenstein politische Schriften. Bd. 16). Verlag der Liechtensteinischen Akademischen Gesellschaft, Vaduz 1993, ISBN 3-7211-1018-8.
- Politisches System Liechtensteins. Kontinuität und Wandel (= Liechtenstein politische Schriften. Bd. 18). Verlag der Liechtensteinischen Akademischen Gesellschaft, Vaduz 1994, ISBN 3-7211-1020-X.
- als Herausgeber mit Alexander Thumfart: Politisch-kulturelle Zugänge zur Weimarer Staatsdiskussion (= Staatsverständnisse. Bd. 3). Nomos-Verlags-Gesellschaft, Baden-Baden 2002, ISBN 3-7890-8010-1.
- Politische Utopien. Ein politiktheoretischer Überblick von der Antike bis heute. Oldenbourg Wissenschaftsverlag, München u. a. 2003, ISBN 3-486-27448-1.
- mit Alexander Thumfart: Staatstheorien des italienischen Bürgerhumanismus. Politische Theorie von Francesco Petrarca bis Donato Giannotti. Nomos-Verlags-Gesellschaft, Baden-Baden 2005, ISBN 3-8329-1291-6.
- mit Gerhard Wegner: Reflexiver Liberalismus als politische Option. Eine institutionenökonomische und eine politikwissenschaftliche Perspektive (= Erfurter Beiträge zu den Staatswissenschaften. Bd. 7). de Gruyter Recht, Berlin 2007, ISBN 978-3-89949-475-4.